# Východní okres (Sin-ču)
Východní okres (čínsky: 東區, Pchin-jinem: Dōng Qū) je východní okres ve městě Sin-ču na Tchaj-wanu. Východní okres je druhý největší ze tří okresů města, a nachází se v něm vědecké a průmyslové centrum.

## Geografie
- Rozloha: 33,58 km2
- Populace: 208 122 (leden 2016)

## Administrativní dělení
Okres se skládá z částí: Nan-men, Fu-de, Nan-ši, Kuan-ti, Tung-men, Žong-kuang, čcheng-kong, Sia-Ču, Ču-lian, Si-čchian, Jü-sian, Čong-Čeng, Kong-Jüan, Ding-Ču, Nan-da, Čen-Sing, Čchin-žen, Wen-chua, Fu-čong, San-min, Tung-jüan, Tung-ši, Kuang-fu, Feng-kong, Wu-kong, Lu-š'-wej, Tung-šan, Kuang-čen, Sin-sing, Čai-čchiao, Kao-feng, Sian-kong, Kuang-ming, Li-kong, ťian-kong, Čchian-si, Šui-jüan, čchian-ťia, Puding, Long-šan, Sin-čuang, Sian-šui, ťin-šan, Kuan-tung, Kche-jüan, ťian-chua, Sin-kuang, Fu-sing, ťin-chua, Chu-pin, Ming-ku a Kuan-sin.

## Doprava

### Železnice
Tchajwanská železnice (TRA) obsluhuje východní okres prostřednictvím čtyř stanic: Sin-ču, Severní Sin-ču, Ši-po a Sin-čuang. Tchajwanská vysokorychlostní železnice také prochází východní částí východního okresu, ale v současné době není plánována žádná stanice.

### Silnice
V Sin-ču je autobusové nádraží.